# 1090

## Události
- granadský emír odešel do marockého vyhnanství
- Normané dobyli Maltu od Arabské říše, vlivem čehož dochází k návratu ke křesťanství na ostrově.

## Narození
- ? – Svatý Bernard z Clairvaux, středověký teolog a filosof († 20. srpna 1153)
- ? – Jurij Dolgorukij, veliký kníže kyjevský z rodu Rurikovců, šestý syn Vladimíra II. Monomacha († 15. května 1157)
- ? – Niklot, kníže Obodritů, Chyžanů a Črezpěňanů († srpen 1160)
- ? – Fridrich II. Švábský zvaný Jednooký, švábský vévoda († 4. dubna 1147)

## Úmrtí
- 26. června – Jaromír, pražský biskup (* kolem 1040)

## Hlava státu
- České království – Vratislav II.
- Svatá říše římská – Jindřich IV. – Konrád Francký vzdorokrál
- Papež – Urban II.
- Anglické království – Vilém II. Ryšavý
- Francouzské království – Filip I.
- Polské knížectví – Vladislav I. Herman
- Uherské království – Ladislav I.
- Byzantská říše – Alexios I. Komnenos